# Ordem Real do Leão de Godenu
A Ordem Real do Leão de Godenu é uma Ordem de Mérito dinástica na monarquia subnacional da Vila de Gbi-Godenu, área tradicional de Hohoe, Região do Volta de Gana.
O atual Grão-Mestre da Ordem é o governante tradicional Togbe Osei III.

## Medalhas e Grades

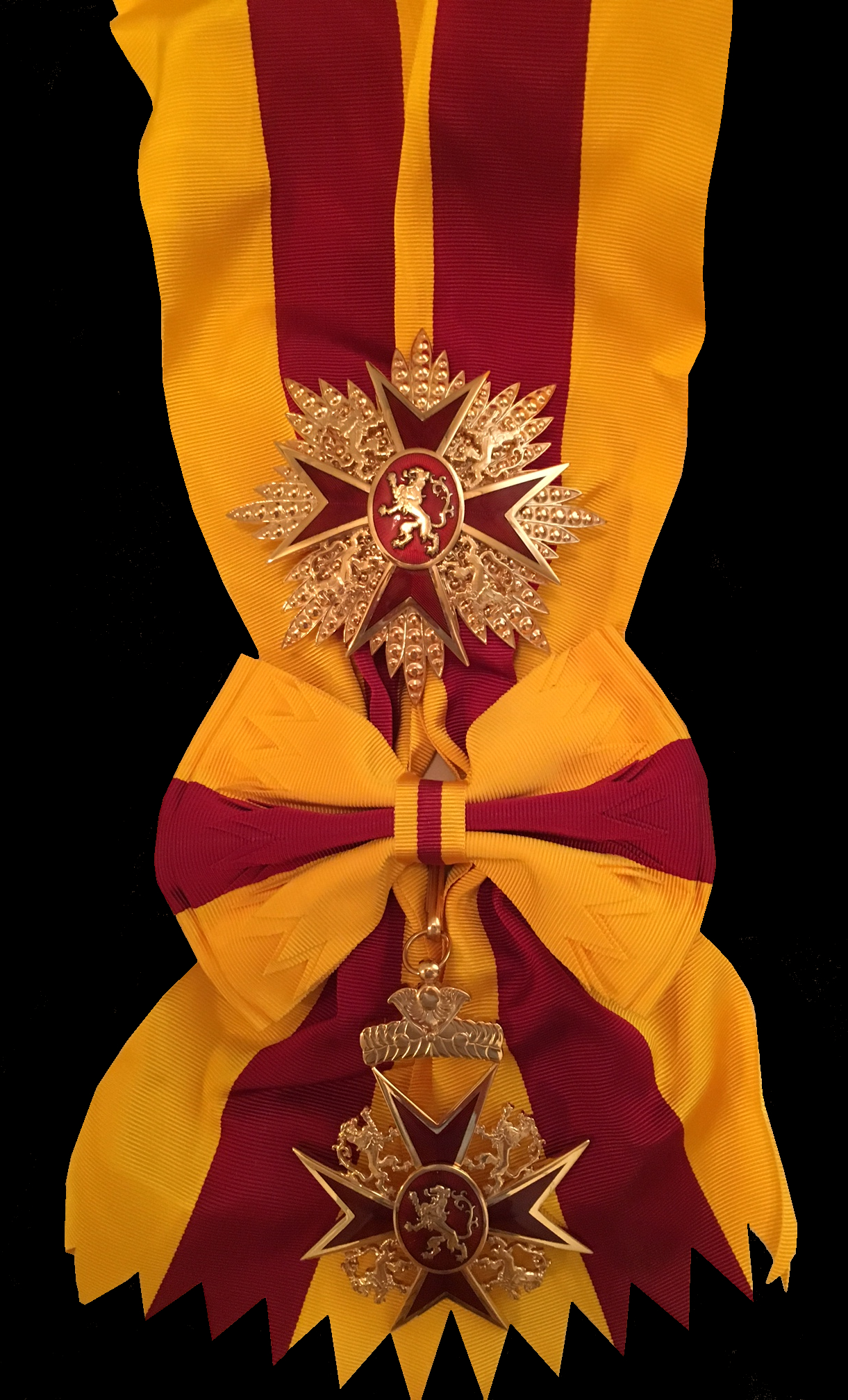
Grand Cruz - Ordem Real do Leão de Godenu

A Ordem é concedida em cinco classes:
- Grã-Cruz (GCRLG)
- Grande Oficial (GORLG)
- Comandante (CRLG)
- Oficial (ORLG)
- Cavaleiro (KRLG) ou Dama (DRLG)

A Ordem é geralmente concedida para a vida em todos os graus. Apenas raramente, no nível da Grande Cruz, pode ser concedido como uma dignidade hereditária para recompensar o serviço excepcional à Casa Real.

## Membros Notaveis
SE Sthepan Breu, Grã-Cruz 

## Privilégios
Todos os membros têm o direito de usar o título honorário de "Cavaleiro" ou "Dama".
Os destinatários da Grande Cruz podem usar o estilo de prefixo "Sua Excelência". Grandes Oficiais e Comandantes podem usar o estilo de prefixo "O Honoravel".
Os membros têm o direito de usar a Insígnia da Ordem no grau apropriado e podem usar a Insígnia da Ordem em sua heráldica.